# Мария Магдалина (фильм, 2018)
«Мария Магдалина» (англ. Mary Magdalene) — библейский драматический фильм режиссёра Гарта Дэвиса по сценарию Хелен Эдмундсон и Филиппы Гослетт. Премьера фильма в России состоялась 5 апреля 2018 года.

## Сюжет
Первый век нашей эры. Юная девушка покидает свою маленькую рыболовную деревушку и семью, преисполненную традиций, чтобы присоединиться к совершенно новому социальному движению. Лидером этого движения является харизматичный мужчина по имени Иисус из Назарета, Который обещает, что мир изменится. Родные её абсолютно не понимают, считая, что она позорит их род и в неё вселился бес. Мария же ищет новый жизненный путь для себя. Многие уже знают о группе Иисуса, и власть Римской империи абсолютно не одобряет их деятельность. Как многим известно, путь Иисуса сложился весьма трагично, но ещё трагичнее судьба Марии Магдалины, которая до последних минут была рядом со своим Наставником и одной из первых узнала о его Воскрешении.

## В ролях
- Руни Мара — Мария Магдалина
- Хоакин Феникс — Иисус Христос
- Чиветел Эджиофор — Апостол Пётр
- Тахар Рахим — Иуда Искариот
- Сара-Софи Бусснина[англ.] — Марфа
- Хадас Ярон — Сарра
- Любна Азабаль — Сюзанна
- Лиор Раз — лидер сообщества города Магдала
- Райан Корр — Иосиф
- Чеки Карио — Елисей
- Якопо Ольмо Антинори — человек из Магдалы
- Шира Хаас — Леа
- Ури Гавриел[англ.] — Апостол Филипп
- Дэвид Скофилд[англ.] — Томас
- Чарльз Бабалола[англ.] — Апостол Андрей
- Тауфик Бархом[англ.] — Апостол Иаков
- Цахи Галеви[англ.] — Эфраим
- Зохар Штраусс[англ.] — Джон
- Майкл Мошонов[англ.] — Мэттью
- Ариана Лабед — Рэйчел
- Тео Теодоридис — Лазарь
- Джованни Чирфьера[англ.]
- Дени Меноше — Даниэль
- Ирит Шелег — Мария

## Производство
В январе 2016 года было анонсировано, что Universal Pictures International Productions, в сотрудничестве с кинокомпанией See-Saw Films, летом 2016 года приступит к производству фильма, посвященного святой Марии Магдалине. Режиссёрское кресло займёт Гарт Дэвис, а продюсированием картины займутся Иэн Каннинг и Эмиль Шерман, известные своей работой над фильмами «Король говорит!» и «Лев».

### Кастинг
В феврале 2016 стало известно, что Руни Мара выступит в роли святой Марии Магдалины. Отмечалось, что зрителям будет представлен «подлинный и гуманистический образ одного из самых загадочных духовных лидеров в истории человечества». В апреле того же года было объявлено, что Хоакин Феникс ведёт переговоры об участии в фильме, в котором он должен предстать в роли Иисуса Христа. В июле к актерскому составу присоединились ещё два актёра: Чиветел Эджиофор в роли апостола Петра и Тахар Рахим — Иуды Искариота.
Йохан Йоханнссон и Хильдур Гуднадоуттир написали музыку к фильму.

### Съёмки
Съёмки фильма проходили в октябре-декабре 2016 года в Италии.

## Релиз картины
Первоначальная дата релиза картины в США — 24 ноября 2017 года — разгар наградного оскаровского сезона. Но в августе 2017 года стало известно, что американский дистрибьютор картины перенес дату премьеры на 30 марта 2018 года.
Однако в январе 2018 года поступила информация, что премьера вновь перенесена, но новая дата пока неизвестна. Создатели отметили, что она «не выйдет в 2018 году». Премьерный показ фильма состоялся на Международном кинофестивале в Дублине 28 февраля 2018 года. В марте 2018 года появилась информация о том, что кинокомпания The Weinstein Company больше не будет заниматься релизом фильма. В марте 2019 стало известно, что права на дистрибуцию картины в США приобрела кинокомпания IFC Films. Датой релиза назначили 12 апреля 2019 года.

## Критика
Фильм получил смешанные отзывы кинокритиков. На сайте Rotten Tomatoes он имеет рейтинг 46% на основе 102 отзывов со средней оценкой 5,6 из 10. На сайте Metacritic фильм имеет оценку 48 из 100 на основе 23 рецензий критиков, что соответствует статусу «смешанные или средние отзывы».